# Зоран Таировић
Зоран Таировић (Нови Сад, 1966.) српски је сликар и доктор наука ромског порекла. Отац је познате певачице Тее Таировић.

## Биографија
Основне студије сликарства и графике завршио је на Академији уметности Универзитета у Новом Саду. На истом факултету стекао је докторат из менаџмента примењених уметности. Докторирао је на тему „Симболика ликовне уметности Рома и европски систем културних вредности". Таировић је учествовао на више самосталних и колективних изложби у Србији и иностранству. Ради у позоришту и на филму.
Радио је и на изради Стратегије за унапређење положаја Рома 2015-2025.